# Op jacht naar de schat
Op jacht naar de schat was een spelprogramma op de televisie van VOO dat in het winterseizoen 1982-1983 vanaf 30 oktober zesmaal op de zondagavond om 21.45 uur werd uitgezonden.
Het programma was gebaseerd op het programma La Chasse aux trésors dat op de Franse televisie werd uitgezonden. De rechten waren door producer Rene Stokvis gekocht.
Het programma werd op locatie gepresenteerd door Leo van der Goot en in een studio in Parijs speelde de spelleider Ton Steinz met assistente Jeanette Jonker het spel met de kandidaten, een man en een vrouw, die binnen 45 minuten drie schatten moesten weten te vinden die zich overal ter wereld konden bevinden. Ze hadden de beschikking over naslagwerken, reisgidsen en een gedetailleerde kaart van de omgeving waar zich de schat bevond, waarvan ze gebruik mochten maken. Aan de hand van cryptische aanwijzingen die ze in een enveloppe van Jeanette Jonker kregen, konden ze Jan de Vries opdracht geven met een helikopter op te stijgen en op zoek te gaan naar de schat. De kijkers thuis kregen beelden zowel uit als van de helikopter te zien terwijl de kandidaten alleen via een radioverbinding met Jan de Vries en de piloot in contact stonden. Werden alle drie de schatten gevonden dan konden de kandidaten een geldbedrag van fl. 10.000 winnen.
Mede vanwege de hoge kosten kwam het programma het volgende seizoen niet meer terug. De Franse versie werd met licht verschillende titels uitgezonden tussen 1996 en 2009, en keerde terug vanaf 2018.